# Pedro Pineda (judoka)
Pedro Pineda (25 de abril de 1993) es un deportista venezolano que compite en judo. Ganó una medalla de plata en los Juegos Panamericanos de 2019 y una medalla de bronce en el Campeonato Panamericano de Judo de 2014.

## Palmarés internacional
| Juegos Panamericanos    | Juegos Panamericanos | Juegos Panamericanos | Juegos Panamericanos |
| Año                     | Lugar                | Medalla              | Categoría            |
| ----------------------- | -------------------- | -------------------- | -------------------- |
| 2019                    | Lima (Perú)          | Medalla de plata     | +100 kg              |
| Campeonato Panamericano |                      |                      |                      |
| Año                     | Lugar                | Medalla              | Categoría            |
| 2014                    | Guayaquil (Ecuador)  | Medalla de bronce    | +100 kg              |